# Rosa 'Puerta del Sol'
'Puerta del Sol' ('DELglap'el nombre del obtentor registrado) es un cultivar de rosa trepador que fue conseguido en Francia en 1971 por el rosalista francés Delbard.

## Descripción
'Puerta del Sol' es una rosa moderna cultivar del grupo Híbrido de té Trepador.
El cultivar procede del cruce de Semillas: 'Queen Elizabeth' (híbrido de té, Lammerts, 1954) x 'Provence' híbrido de té, Paolino, 1945) y Polen: 'Michèle Meilland' x 'Bayadère'.
Las formas arbustivas del cultivar tienen porte trepador y alcanza 275 cm de alto con más de 90 cm de ancho. Las hojas son de color verde oscuro y brillante.
Sus delicadas flores de color amarillo oro. Fragancia suave. La flor con forma amplia, muy doble hasta 28 pétalos, generalmente en flor solitaria. 
Florece en oleadas a lo largo de la temporada. Primavera o verano son las épocas de máxima floración, si se le hacen podas más tarde tiene después floraciones dispersas.

## Origen
El cultivar fue desarrollado en Francia por el prolífico rosalista francés Delbard en 1971. 'Puerta del Sol' es una rosa híbrida tetraploide con ascendentes parentales de Semillas: 'Queen Elizabeth' (híbrido de té, Lammerts, 1954) x 'Provence' híbrido de té, Paolino, 1945) y Polen: 'Michèle Meilland' x 'Bayadère'.
El obtentor fue registrado bajo el nombre cultivar de 'DELglap' por Delbard en 1971 y se le dio el nombre comercial de exhibición 'Puerta del Sol' ®.

## Cultivo
Aunque las plantas están generalmente libres de enfermedades, es posible que sufran de punto negro en climas más húmedos o en situaciones donde la circulación de aire es limitada. Las plantas toleran la sombra, a pesar de que se desarrollan mejor a pleno sol. En América del Norte son capaces de ser cultivadas en USDA Hardiness Zones 6b a 9b. La resistencia y la popularidad de la variedad han visto generalizado su uso en cultivos en todo el mundo.
Puede ser utilizado para las flores cortadas, jardín o columnas. Vigorosa. En la poda de Primavera es conveniente retirar las cañas viejas y madera muerta o enferma y recortar cañas que se cruzan. En climas más cálidos, recortar las cañas que quedan en alrededor de un tercio. En las zonas más frías, probablemente hay que podar un poco más que eso. Requiere protección contra la congelación de las heladas invernales.